# Gaffati
Gaffati este o comună rurală din departamentul Mirriah, regiunea Zinder, Niger, cu o populație de 30.733 de locuitori (2001).